# Karhuvuori (Kotka)
Karhuvuori est un quartier de l'ouest de Kotka en Finlande

## Présentation
Le quartier est typique des années 1960 et 1970, où le parc immobilier se compose d'immeubles résidentiels de 3 à 4 étages.
Le quartier de Karhuvuori, abrite, entre-autres, l'école Karhuvuori et une garderie situées dans la zone construite à côté du bord de mer.
La salle de sport de Karhuvuori, Steveco Areena, est le centre du basket-ball à Kotka.
L'arène domicilie l'équipe KTP Basket, qui joue dans le Korisliiga, et Peli Karhut, qui joue dans la Naisten Korisliiga de basket-ball féminin.
D'autres bâtiments remarquables sont le château d'eau de Karhuvuori et la bibliothèque de quartier de la bibliothèque municipale de Kotka.
Le sentier de randonnée Karhuvuoren Lentirata est très prisé.

## Transports
Le quartier de Karhuvuori est desservi par les lignes de bus suivantes :
- 12 Norskankatu-Karhuvuori-Mussalo
- 13 Norskankatu-Karhuvuori-Mussalo-Norskankatu
- 14 Norskankatu-Karhuvuori-Mussalo-Norskankatu
- 19 Mussalo-Parikka-Laajakoski
- 20 Mussalo-Karhuvuori-Karhula
- 25 Norskankatu-Mussalo-Karhuvuori-Karhula
- 27 Norskankatu-Musslo-Karhuvuori-Norskankatu
- 15PA	 Leikari-Suulisniemi-Karhula-Korkeakoski-Karhuvuori-Kotka